# Апофегей (фильм)
«Апофеге́й» — телевизионный многосерийный художественный фильм в четырёх частях (мини-сериал) Станислава Митина по мотивам одноимённой повести Юрия Полякова. Премьера фильма состоялась на телеканале «Россия-1» 13 и 14 июня 2013 года.

## Сюжет
Фильм повествует о карьерном взлёте молодого учёного-историка в период «застоя», когда для продвижения в жизни необходим был конформизм и умение чувствовать идеологию власти. Герой сталкивается со множеством моральных проблем и платит высокую цену за свой успех.

## В ролях
| Актёр             | Роль                 |
| ----------------- | -------------------- |
| Даниил Страхов    | Валерий Чистяков     |
| Мария Миронова    | Надя Печерникова     |
| Виктор Сухоруков  | Мушковец             |
| Сергей Кошонин    | Кутепов              |
| Александр Лойе    | Иванушкин            |
| Аглая Шиловская   | Ляля                 |
| Павел Любимцев    | профессор Заславский |
| Владимир Гостюхин | Семеренко            |
| Юрий Поляков      | телеведущий          |

## Съёмочная группа
- Автор сценария: Станислав Митин и Юрий Поляков
- Режиссёр: Станислав Митин
- Оператор: Сергей Акопов
- Продюсер: Ирина Плиско
- Композитор: Илья Духовный
- Художники: Игорь Морозов и Анастасия Поряднева

## История создания
Сценарий к фильму был написан совместно Юрием Поляковым и Станиславом Митиным. Экранизация планировалась в 1992 году, однако съёмки были заморожены, и лишь в 2012 году, считая, что повесть Полякова не утеряла актуальности, Митин вернулся к работе над картиной. Фильм был снят по заказу ВГТРК.

## Награды
- 2013 — гран-при на XIV международном телекинофоруме «Вместе», Ялта[5].
- 2013 — Информационный показ на VI всероссийском кинофестивале актеров-режиссёров «Золотой Феникс», Смоленск[6].